# 해양공화국

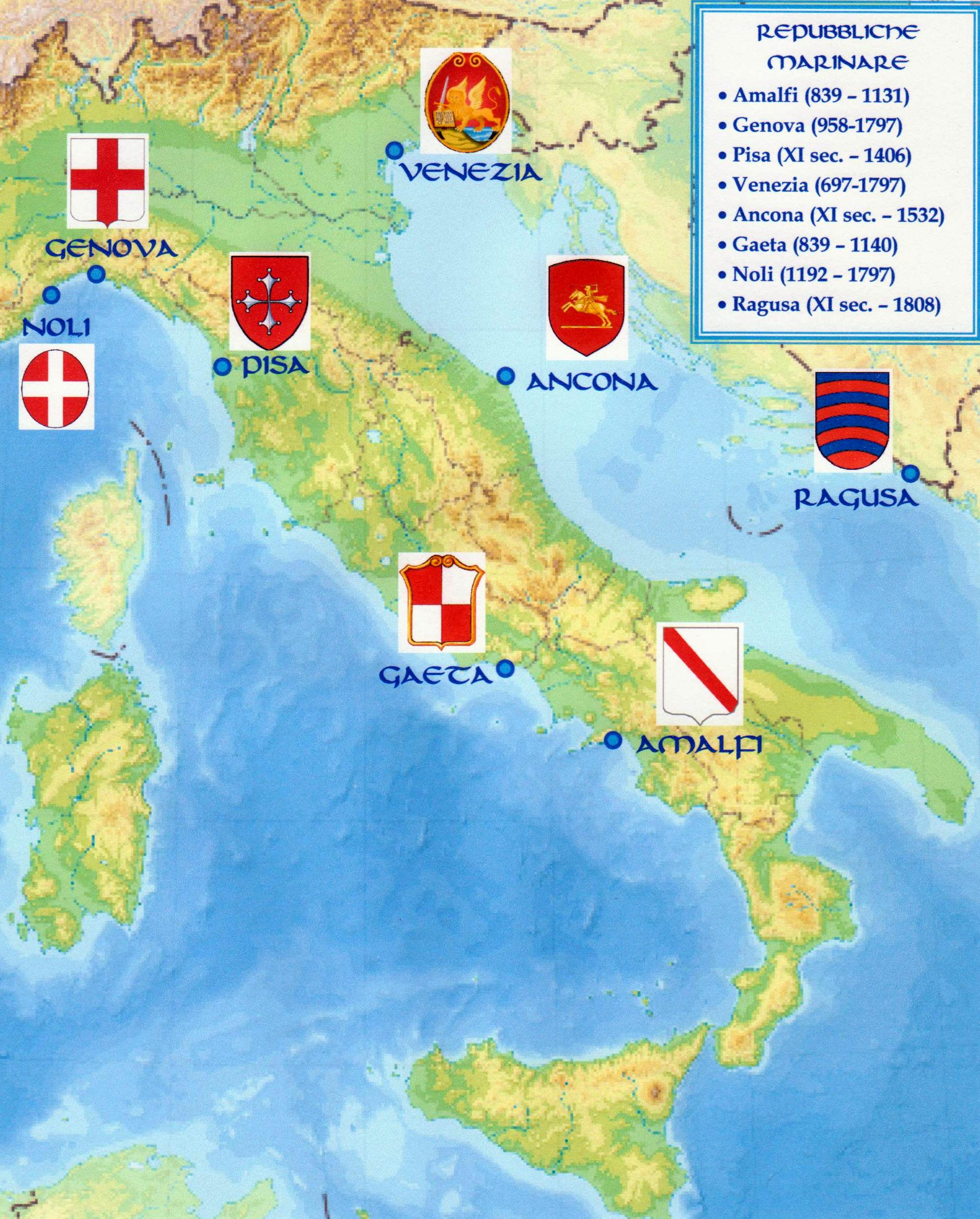
11세기의 해양공화국들.

해양공화국(이탈리아어: Repubbliche marinare 레푸블리케 마리나레[*]) 또는 상인공화국(이탈리아어: repubbliche mercantili)은 중세에 이탈리아와 달마티아에서 제해권을 권력기반으로 번성했던 도시국가들이다. 유명한 해양 공화국으로는 베네치아, 제노바, 피사, 라구사, 아말피가 있다. 보다 덜 알려진 해양 공화국으로는 가에타, 안코나, 놀리 등이 있었다.
해양 공화국들은 10세기에서 13세기 사이에 대규모 함대를 운용하면서 국토를 방위하고 또한 지중해를 석권하는 대규모 무역망을 형성시켰다. 때문에 이들은 십자군에서도 매우 중요한 역할을 했다.

## 같이 보기
- 한자 동맹